# 地獄客棧與極惡老大角色列表
《地狱客栈》與《極惡老大》皆是由薇薇安·梅德拉諾主創的美國成人動畫影集，兩部作品共享相同世界觀，幾名角色在兩者間跨界亮相。其中一些角色最初取自梅德拉諾的2012年網路漫畫系列《動物恐懼症》。

## 主要角色

### 《地獄客棧》
- 夏洛特·「夏莉」·晨星（[1]，吉兒·哈里斯（英语：Jill Harris）[2]；艾爾西·洛夫洛克[a][3]；艾莉卡·亨寧森（英语：Erika Henningsen）配音）：「地獄旅館」（Hazbin Hotel，原名為快樂旅館）的創始人及掌管者，誕生於地獄，路西法和莉莉絲的女兒[4][5][6]。2020年9月雙性戀自豪日，作者薇薇安·梅德拉諾證實夏莉是雙性戀[7]。

- 維姬（莫妮卡·佛朗哥[b]；史蒂芬妮·碧翠絲配音[8]）：地獄旅館的經理[1]兼夏莉的女友[4][5][6]。脾氣暴躁，但腦袋清晰、理性，非常支持夏莉，努力不讓客棧形象受損。維姬最初是來自網絡漫畫《動物恐懼症（英语：ZooPhobia (webcomic)）》的角色。

- 安吉爾·德斯特（Angel Dust，麥可·科瓦奇[c]；布雷克·羅曼配音[9]）：同性戀蜘蛛惡魔兼色情演員，夏莉計畫的首位志願者，但無心正視計畫，被老闆瓦倫提諾束縛。安吉爾最初是來自網絡漫畫《動物恐懼症》的角色。

- 「廣播惡魔」阿拉斯托（Alastor the "Radio Demon"，愛德華·博斯科[10]和蓋伯·C·布朗[d]；阿米爾·塔雷配音）：地獄領主之一，總是面帶笑容，聲音具有模仿無線電的效果，並帶有音效和主題音樂。動用權力幫助夏莉經營客棧，但這只是為了自己的消遣。阿拉斯托是無性戀[11]。阿拉斯托最初是來自網絡漫畫《動物恐懼症》。

- 霍斯克（Husk "Husker"，米克·勞爾[e][12]；凱斯·大衛配音）：脾氣暴躁且沉迷賭博、酒精的貓惡魔。據《地獄客棧》的動畫師所述，該角是泛性戀者[13]。負責客棧吧檯的調酒師。霍斯克最初是來自網絡漫畫《動物恐懼症》的角色。

- 妮芙緹（Niffty，蜜雪兒·瑪麗[f][14]；貴美子·格倫配音）：死於1950年代，[15]外型為小型獨眼惡魔，具有潔癖且愛好男性。負責客棧的房務員。

- 潘修斯爵士（Sir Pentious，威爾·斯坦伯[g][16]；亞歷克斯·布萊曼（英语：Alex Brightman）配音）：來自维多利亚时代的人型眼鏡蛇惡魔[17]。

### 《極惡老大》
- 比利茲·巴克茲歐（[h]，布蘭登·羅傑斯（英语：Brandon Rogers (YouTuber)）配音[18][19]）：公司的創始人，過去是馬戲團小丑。個性古怪，與斯托拉斯有性交易。根據比利茲的官方Instagram帳戶所示，該角是泛性戀[20]。

- 摩西·沒個姓（Moxxie Knolastname，理查·史蒂芬·霍維茲（英语：Richard Steven Horvitz）配音[21]）：的捧哏角（英语：Straight man）武器專家，擅長用槍，米莉的丈夫，經常對比利茲的幼稚感到惱火。2020年9月雙性戀自豪日，作者薇薇安·梅德拉諾證實摩西是雙性戀[7]。

- 米莉·沒個姓（Millie Knolastname，薇薇安·尼克森（英语：Vivian Nixon）[18]和艾莉卡·林貝克[i][19]配音）：的打手，摩西的妻子。個性極為外向、有話直說，相當保護摩西。

- 露娜（艾莉卡·林貝克配音[22][23][24]）：的哥德地獄犬接待員，比利茲的養女。個性叛逆，對周遭的事漠不關心。擁有偽裝成人類來融入人類世界的能力。

- 斯托拉斯（Stolas，布萊斯·平克漢姆（英语：Bryce Pinkham）[25]和布洛克·貝克[j][26][27]配音）：蓋提亞（Goetia）惡魔，經常對比利茲調情。

## 次要角色

### 地獄統治者
- 路西法·晨星（Lucifer Morningstar，傑雷米·喬丹配音）：地獄之王，夏莉之父。被上帝視為麻煩製造者。在愛上莉莉絲後，他說服夏娃吃禁果，試圖透過賦予他們自由意志來激勵她和亞當。然而，這向地球釋放了邪惡並創造了地獄，導致自己和莉莉絲被放逐在此。
- 莉莉絲·晨星（Lilith Morningstar）：地獄之后，夏莉之母。第一個女人，拒絕服從亞當後愛上了路西法，並與他一起被放逐到地獄，一起統治地獄。

### 地獄領主
- 卡米拉·卡敏（Carmilla Carmine，戴芬妮·魯賓-維佳（英语：Daphne Rubin-Vega）配音）：軍火商，為保護女兒失手殺死了除魔天使。
- 克拉拉（Clara）和奧黛特（Odette）：卡蜜拉之女。
- 蘿馨（蕾絲莉·克里澤（英语：Leslie Kritzer）配音）：食人殖民地的老闆，阿拉斯托的好友。蘿西最初是來自網絡漫畫《動物恐懼症》的角色。
- 3V組（The Three VS Triumvirate）：
  - 瓦倫提諾（Valentino，喬爾·佩雷斯（英语：Joel Perez）配音）：飛蛾惡魔，地獄色情產業的所有者，安吉爾的神經控制狂老闆。
  - 維爾維特（te，莉莉·庫柏（英语：Lilli Cooper）配音）：追逐潮流時尚的時尚女王惡魔。
  - 沃克斯（Vox，克里斯汀·鮑勒配音）：掌管地獄科技產業的電視惡魔，阿拉斯托的勁敵。
- 宰斯修（Zestial，詹姆士·門羅·伊格哈特（英语：James Monroe Iglehart）配音）：古老的蜘蛛惡魔。

#### 馮埃爾德里奇家族
- 貝塞斯達·馮埃爾德里奇（Bethesda von Eldritch）：地獄貴族，赫爾莎和塞維坦的母親，弗雷德里克的妻子。
- 弗雷德里克·馮埃爾德里奇（Frederick von Eldritch）：地獄貴族，赫爾莎和塞維坦的父親，貝塞斯達的丈夫。
- 赫爾莎·馮埃爾德里奇（Helsa von Eldritch）：夏莉的勁敵，被寵壞的家族繼承人。
- 塞維坦·馮埃爾德里奇（Seviathan von Eldritch）：赫爾莎的弟弟，夏莉的前男友[28]。

### 蓋提亞惡魔
- 安德雷斐斯（Andrealphus，傑森·拉謝配音）：斯托拉斯的舅子，史黛拉之兄。
- 奧克塔維亞（Octavia，巴瑞特·威爾伯特·維德（英语：Barrett Wilbert Weed）和朱莉安娜·薩達[k]配音）：斯托拉斯和史黛拉17歲的女兒，個性因父母關係不和而叛逆[29]。
- 派蒙（強納森·費曼（英语：Jonathan Freeman (actor)）配音）：斯托拉斯之父。
- 斯黛拉（Stella，喬治娜·萊希配音）：斯托拉斯的前妻，鄙視丈夫出軌，甚至聘請史崔克刺殺他。最後與丈夫正式離婚。

### 其他地獄住民

#### 地獄生物
- 阿斯蒙蒂斯（Asmodeus，詹姆士·門羅·伊格哈特配音）：色慾之環的環主，經營著地獄「色慾之環」（Lust Ring）的俱樂部奧茲館（OZZIE'S）。
- 別西卜（Bee-lzebub，凱莎配音；羅謝爾·迪亞曼特演唱歌曲）：暴食之環的環主，綽號女王蜂，漩渦的女友，熱愛宴客。
- 芭比·懷爾（鄭珍熙配音）：比利茲的雙胞胎妹妹，馬戲團表演者，厭惡比利茲。
- 凱區·巴克佐（Cash Buckzo，強納森·費曼配音）：比利茲之父，馬戲團經理。
- 查茲維克·瑟曼（Chazwick Thurman，艾瑞克·史瓦茲（英语：Eric Schwartz (comedian)）配音）：與摩西和米莉交往過的鯊魚惡魔。
- 克里姆森（Crimson，理查·史蒂芬·霍維茲配音）：摩西之父，犯罪組織頭目，非常反感兒子及其溫順的性格。
- 蛋蛋兵（Egg Bois，喬·格蘭[l]配音）：潘修斯爵士的蛋僕。
- 肥肉塊（Fat Nuggets）：安吉爾·杜斯特的惡魔寵物豬。是瓦倫提諾送給他的。
- 菲茲羅利（Fizzarolli，艾力克斯·布萊曼（英语：Alex Brightman）配音）：小丑惡魔，阿斯摩蒂斯的情人，小時候因為比利茲造成的意外縱火導致四肢全無，改以機械義肢取代。
- 喬（愛德華·博斯科配音）：米莉之父。
- 琳（蘇·揚·蔡斯配音）：米莉之母。
- 瑪門（麥可·庫薩克（英语：Michael Cusack (animator)）配音）：貪婪王子，小丑選美比賽的主辦人，菲茲羅利的前偶像及雇主。
- 拉茲和達茲（Dazzle）：兩隻小山羊惡魔，夏莉跟他爸的私僕。
- 機械菲茲（Robo Fizz，由艾力克斯·布萊曼配音[30]）：菲茲羅利的機器複製人，露露樂園（Loo Loo Land）的表演者[31]。
- 莎莉·梅（Sallie May，米克·伊格尼斯配音[32]）：米莉的變性妹妹[33]。
- 史崔克（Striker，諾曼·李杜斯[m]和愛德華·博斯科[n]配音）：充當喬農場工人的小惡魔，真實身份是史黛拉聘來暗殺斯托拉斯的刺客。
- 蒂拉：比利茲的姊姊，馬戲團表演者。
- 薇蘿西卡·梅黛（Verosika Mayday，克里斯蒂娜·維（英语：Cristina Vee）配音）：粗魯無恥的魅魔流行歌星，比利茲的前女友，和團隊皆藐視著小組[34]。
- 漩渦（詹姆士·門羅·伊格哈特配音）：薇蘿西卡的地獄獵犬保鑣，別西卜的男友，曾受露娜愛慕[34]。
- 沃利·沃克福德（Wally Wackford，唐·達里爾·里維拉配音[35]）：小惡魔發明家。
- 芭比•懷爾(Barbie Wire,不知道誰配音) ：因為比利茲的火災,剛從康復中心出來。非常怨恨比莉茲。

#### 罪人
- 阿拉克尼斯（Arackniss）：安吉爾·杜斯特的哥哥。阿拉克尼斯最初是來自網絡漫畫《動物恐懼症》的角色。
- 巴克斯特（Baxter）：矮小的人型鮟鱇惡魔[36]。
- 榭麗炸彈（Cherri Bomb，凱莉·「芝芝」·博耶和克莉絲朵·拉波特[o][37]；克里斯蒂娜·阿拉巴多（英语：Krystina Alabado）配音）：獨眼龐克惡魔女孩，安吉爾·德斯特的好友。
- 克里米妮（Crymini）：叛逆的龐克地獄犬女孩。尚未登場。
- 亨羅因（Henroin）：安吉爾·杜斯特之父。亨羅因最初是來自網絡漫畫《動物恐懼症》的角色。
- 凱蒂·基爾喬伊（Katie Killjoy，由菲伊·瑪塔（英语：Faye Mata）配音[38]）：地獄新聞頻道666新聞網（666 News）的主播，藐視著夏莉的願景。
- 梅波莉夫人（Mrs. Mayberry，瑪拉·威爾森（英语：Mara Wilson）配音[39]）：前人類教師，在自殺前謀殺了出軌的丈夫。來到地獄後僱用殺死勾引丈夫的仇人瑪莎。
- 米姆齊（Mimzy）：矮胖的女惡魔。米姆齊最初是來自網絡漫畫《動物恐懼症》的角色。
- 盧普提·高普提（Loopty Goopty，布蘭登·羅傑斯配音）：發明家，一度聘請殺死前商業夥伴萊爾·利普頓。
- 萊爾·利普頓（Lyle Lipton，麥可·詹姆斯·魯奧科配音）：盧普提·高普提的商業夥伴。
- 湯姆·特倫希（Tom Trench，約書亞·托馬配音）：666新聞網的助理主播。

### 天堂住民
- 亞當（亞歷克斯·布萊曼配音）：第一個男人,率領除魔天使進行清剿的敵對天使，享受地獄居民的痛苦，並嘲笑夏莉關於罪人升天的想法。最後在經過路西法的一頓痛打後，遭妮芙緹捅死。
- 艾蜜莉（Emily，肖巴·那拉揚配音）：年輕的熾天使，賽拉的妹妹，也是唯一相信查理救贖理念的天使。
- 是一群與理念相反的小天使[40]，負責幫助上天堂的靈魂。祂們體型嬌小，外觀多半是小孩或草食動物。包括：
  - 克萊圖斯（Cletus，唐·達里爾·里維拉配音）：理智的粉紅色小天使，外表最像人類，的領袖。
  - 柯林（賈登·利布蘭配音）：溫順的紫色羊形小天使。
  - 姬妮（薇薇安·梅德拉諾配音）：充滿活力的黃色羊形小天使。
- 迪莉（薇薇安·梅德拉諾配音）：鹿型小天使，個性敷衍，在意外殺死萊爾·利普頓後對他們予以放逐。
- 除魔天使（Exterminators）：高大瘦長的灰色天使，每年都會被派去「清剿」人口過剩的地獄一次[41]。
  - 琉特（潔西卡·沃斯克（英语：Jessica Vosk）配音）：亞當的副手。
- 聖彼得（達倫·克里斯配音）：讓靈魂進入天堂的天使。
- 賽拉（帕蒂納·米勒配音）：允許清剿發生的熾天使首領。積極努力，不讓除了亞當及除魔天使以外的其他天使知道這一一年一度的活動。

### 人類
- 艾迪（理查·史蒂芬·霍維茲配音）：在《極惡老大》試播集中殺死的小孩。
- 瑪莎（金克斯·孟森（英语：Jinkx Monsoon）配音[21]）：梅波莉夫人丈夫出軌的女人，對外維持著賢妻良母的公眾形象，但和丈夫及兩個小孩私底下則是兇殘食人族，被I.M.P殺死下了地獄後反倒與梅波莉夫人開始交往。
- 拉爾菲（Ralphie，馬克斯韋爾·阿湯姆斯（英语：Maxwell Atoms）配音[42][18]）：瑪莎的丈夫。
- 探員一號（Agent One，麥可·羅密歐·魯奧科配音）：隸屬名為的組織探員，想向世界揭露惡魔的存在。
- 探員二號（Agent Two，艾瑞卡·盧崔（英语：Erica Luttrell）配音）：探員兼探員一號的搭檔。

### 其他角色
- 莫莉：安吉爾·德斯特的雙胞胎妹妹。莫莉最初是來自網絡漫畫《動物恐懼症》的角色。
- 羅：對任何一切一無所知的惡魔。該角尚未登場。[43]
- 崔維斯（Travis，唐·達瑞爾·里維拉配音）：《地狱客栈》試播集中與安吉爾·杜斯特發生性關係的惡魔。在《極惡老大》的〈破碎之春〉一集客串登場。
- 維拉：貴賓狗惡魔，《地狱客栈》早期創造的配角，尚未登場。

## 備註
1. ↑  洛夫洛克僅在試播集配音。
2. ↑  佛朗哥僅在試播集配音。
3. ↑  科瓦奇僅在試播集配音。
4. ↑  布朗僅在試播集配音。
5. ↑  勞爾僅在試播集配音。
6. ↑  瑪麗僅在試播集配音。
7. ↑  斯坦伯僅在試播集配音。
8. ↑  字尾不發音。
9. ↑  林貝克僅在試播集配音。
10. ↑  貝克僅在試播集配音。
11. ↑  薩達負責年幼奧克塔維亞的配音。
12. ↑  格蘭僅在試播集配音。
13. ↑  李杜斯在第一季配音。
14. ↑  博斯科在第二季配音。
15. ↑  拉波特僅在試播集配音。

## 外部連結
- Official Helluva Boss Twitter account的X（前Twitter）
- Official website of Hazbin Hotel
- 互联网电影数据库（IMDb）上《地狱客栈》的资料（英文）
- 互联网电影数据库（IMDb）上《極惡老大》的资料（英文）